# Jan Samuel François van Hoogstraten
Jan Samuel François van Hoogstraten (Den Haag, 7 juni 1859 – aldaar, 30 juni 1936) was een Nederlandse politicus.

## Familie
Van Hoogstraten, lid van de familie Van Hoogstraten, was een zoon van Samuel Anne van Hoogstraten (1808-1875), lid van de Provinciale Staten van Holland, en Maria Wilhelmina Frieswijk (1826-1899). Hij trouwde drie maal, achtereenvolgens met Louisa Dorothea Adriana van Son (1867-1891), Maria Arnoldina van Stralen (1871-1923) en jkvr. Anna Rutheria Schuurbeque Boeye (1878-1975), lid van de familie Schuurbeque Boeye. François van Hoogstraten (1891-1979), een zoon uit het eerste huwelijk, werd burgemeester van Hengelo.

## Loopbaan
Van Hoogstraten kreeg een militaire opleiding in Haarlem. Hij werd in 1876 vrijwilliger bij het derde regiment Huzaren in Den Haag en was vanaf 1880 officier bij het eerste regiment Huzaren in Zutphen. Wegens lichamelijk letsel werd hij in 1896 gepensioneerd en ritmeester der cavalerie b.d.
Hij ging de politiek in en was gemeenteraadslid van Arnhem (1898-1911, 1913-1923) en lid van de Provinciale Staten van Gelderland (1901-1923). Van 21 september 1909 tot 16 september 1913 was hij lid van de Tweede Kamer der Staten-Generaal. Hij sprak enkele malen in de Kamer, met name over Indische Zaken en over militaire aangelegenheden.
In 1913 keerde hij terug in de gemeentelijke politiek. In 1923 was hij vervolgens een aantal maanden lid van de Gelderse Gedeputeerde Staten. Hij werd benoemd tot officier in de Orde van Oranje-Nassau.
- Biografisch Portaal: 31222972
- Parlement.com: vg09ll1sjgvq